# Strada nazionale 41 del Monginevro
La strada nazionale 41 del Monginevro era una strada nazionale del Regno d'Italia, che congiungeva Susa a Monginevro.
Venne istituita nel 1923 con il percorso "Susa - Cesana - Monginevro".
Nel 1928, in seguito all'istituzione dell'Azienda Autonoma Statale della Strada (AASS) e alla contemporanea ridefinizione della rete stradale nazionale, il suo tracciato costituì per intero la strada statale 24 del Monginevro.